# Exitianus coronatus
Exitianus coronatus är en insektsart som beskrevs av William Lucas Distant 1918. Exitianus coronatus ingår i släktet Exitianus och familjen dvärgstritar. Inga underarter finns listade i Catalogue of Life.